# Martin I. Aragonský
Martin I. Aragonský (zvaný Soucitný či Starší 29. července 1356, Girona – 31. května 1410, Barcelona) byl od roku 1396 král aragonský, valencijský, mallorský, sardinský a korsický a hrabě barcelonský z dynastie barcelonské. Od roku 1409 byl také králem sicilským.

## Manželství, rodina, potomci
Martinovou první manželkou se stala Marie de Luna. Provdala se za něj 13. června 1372 v kostele Santa Maria del Mar v Barceloně. Společně měli čtyři děti, jen nejstarší z nich se však dožil dospělosti:
- Martin I. Sicilský (1374/1376–1409)
- Jakub Aragonský (1378)
- Jan Aragonský (1380)
- Markéta (1384/1388)

Dne 17. září 1409 se podruhé oženil. Jeho druhou ženou se stala Markéta z Prades, vzdálená příbuzná z vedlejší větve královského rodu. Nevěstě bylo čtrnáct let a ženichovi, který zemřel již šest měsíců po svatbě bylo padesát tři.

## Dědicové
Jeho smrt, kterou vymřela hlavní větev barcelonské dynastie, vedla k dvouletému interregnu, které ukončil kompromis z Caspe. To byla dohoda na jejímž základě se novým králem stal Ferdinand Kastilský, mladší syn Martinovy sestry Eleonory, což vedlo k užším vztahům s Kastílií, jež vyvrcholily vznikem personální unie a de facto vznikem Španělska během vlády manželského páru Isabely Kastilské a Ferdinanda II. Aragonského.